# Managua (departement)
Managua je jedním z 15 departementů Nikaraguy. Leží na pacifickém pobřeží země. Na území tohoto departementu se nachází několik aktivních sopek. Managua je jedním z nejbohatších nikaragujsých departementů, jeho hlavní město je zároveň hlavním městem celého státu. Je zde nejvyšší hustota zalidnění. V městě Managua mají pobočky některé mezinárodní organizace a společnosti.
Managua je rozdělena do devíti částí (Municipio):
1. Ciudad Sandino
2. El Crucero
3. Managua
4. Mateare
5. San Francisco Libre
6. San Rafael del Sur
7. Ticuantepe
8. Tipitapa
9. Villa Carlos Fonseca